# Prescottia polyphylla
Prescottia polyphylla är en orkidéart som beskrevs av Otto Porsch. Prescottia polyphylla ingår i släktet Prescottia och familjen orkidéer. Inga underarter finns listade i Catalogue of Life.